# Radłowice
Radłowice – wieś w Polsce położona w województwie dolnośląskim, w powiecie oławskim, w gminie Domaniów.

## Podział administracyjny
W latach 1975–1998 miejscowość administracyjnie należała do województwa wrocławskiego.

## Nazwa
Nazwa miejscowości wywodzi się od staropolskiej nazwy radła oznaczającej po polsku wczesną konstrukcję narzędzia rolniczego pługa. Heinrich Adamy swoim dziele o nazwach miejscowych na Śląsku wydanym w 1888 roku we Wrocławiu wymienia jako pierwotną zanotowaną nazwę miejscowości Radłowice podając jej znaczenie "Pflugerdorf" - "Wieś oraczy pługiem".